# Domenico Brusasorci

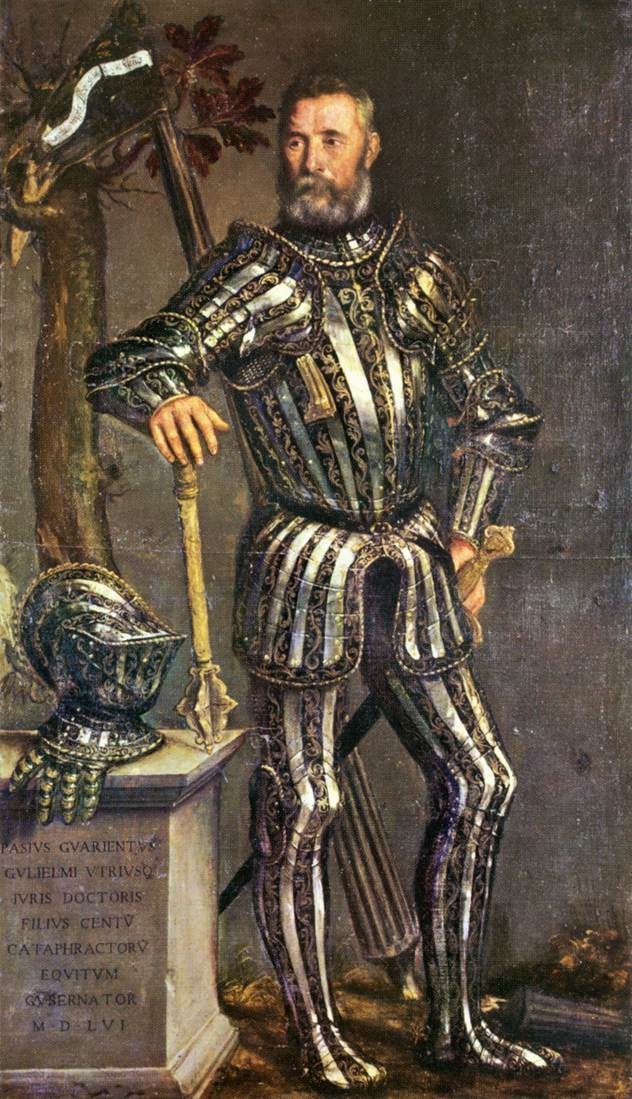
Retrato de Pase Guarienti.

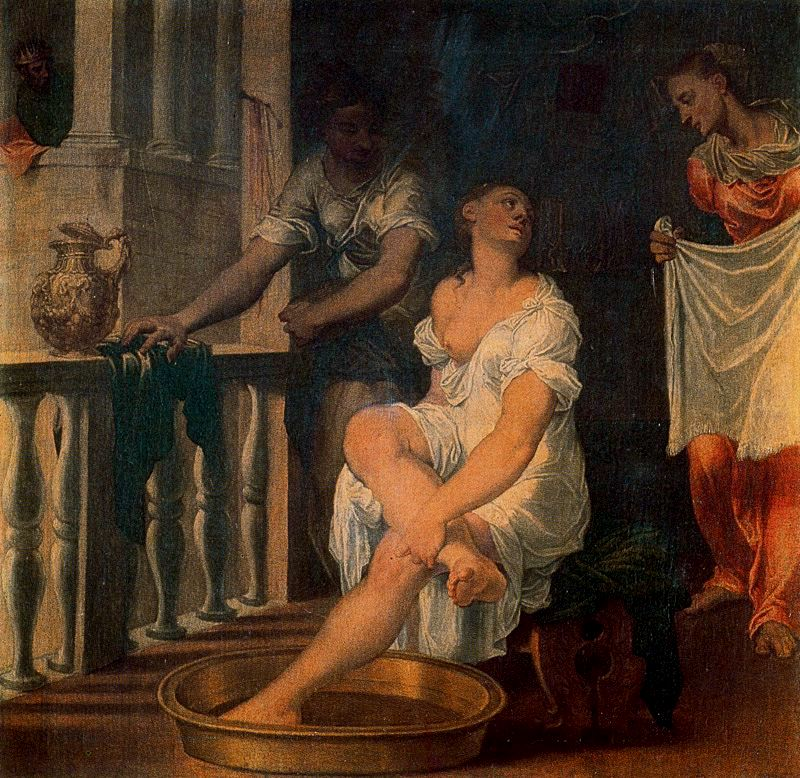
Betsabé en el baño.

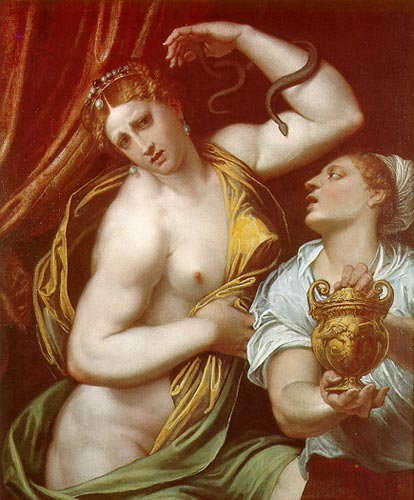
Suicidio de Cleopatra.

Domenico Riccio, llamado Brusasorzi (Verona, 1515 - Verona, 30 de marzo de 1567), fue un pintor italiano del Renacimiento, cercano a la corriente manierista.

## Biografía
Hijo de un pintor Agostino Riccio, del que no se conserva ninguna obra. Se formó en el taller paterno, pasando posteriormente a estudiar junto a Giovanni Francesco Caroto. Trabajó fundamentalmente en el área de Verona y Vicenza.
Se conoce mal su obra temprana, pero ya en su madurez fijó su atención en el trabajo de los maestros de Mantua y Parma, como Giulio Romano y Parmigianino, más que en la Escuela veneciana, teóricamente más cercana. Riccio se convirtió en uno de los más importantes pintores veroneses de su época junto a Battista del Moro o Antonio Badile, pero con una tendencia más moderna que la de este último.
Con el tiempo recibiría la influencia de un artista veronés más joven pero inmensamente dotado: Paolo Veronese. Sin embargo, el estilo de Brusasorzi siempre fue más dibujístico que cromático. Sus últimas obras intentaron seguir la corriente veneciana, que primaba el color sobre la forma, aunque este paso le hizo alejarse de sus cualidades innatas.
Domenico tuvo varios hijos, todos ellos pintores: Felice, el más conocido, Giovanni Battista (nacido en 1544) y Cecilia (1549-1593). Otros artistas destacados formados en su taller fueron Bernardino India, Giovanni Battista Zelotti y Paolo Farinati.

## Obras destacadas
- Frescos de la Casa Garavaglia (1551, Trento)
- Frescos del Palazzo Porto (1552, Vicenza)
  - Caída de los Gigantes
- Betsabé en el baño (1552, Uffizi, Florencia)
- Muerte de Cleopatra (1552, Fondazione Cassa di Risparmio, Cesena)
- Adoración de los Reyes Magos (1553, Museo de Castelvecchio, Verona)
- Frescos del Palazzo Vescovile (1556, Verona)
- Retrato de Bonucio Moscardo (1561, Museo de Castelvecchio, Verona)
- Frescos del transepto de Santa Maria in Organo (Verona)
  - Resurrección de Lázaro
- Tentación de San Bernardo (Palazzo Pitti, Florencia)
- Retrato de Pase Guarienti (Museo de Castelvecchio, Verona)
- San Gregorio y un donante (Santa Maria della Scala, Verona)
- Frescos del Palazzo Ridolfi-Lisca (Verona)
  - Cortejo ceremonial de Carlos V y Clemente VII
- Autorretrato (Uffizi, Corredor Vasariano, Florencia)
- Virgen en la Gloria con dos santos (1566, San Pietro Martire, Verona)